# Ismaël Gace
Ismaël Gace est un footballeur français, né le 19 septembre 1986 à Saint-Germain-en-Laye. Il évolue au poste de défenseur central au FCSR Haguenau 

## Carrière
Ismaël Gace, d'ascendance guadeloupéenne est né à Saint-Germain-en-Laye. Il arrive à l'OGC Nice en 2002 en provenance du Paris Saint-Germain. Le 31 mai 2006, les dirigeants niçois décident de lui accorder leur confiance en lui faisant signer son premier contrat professionnel, d'une durée de trois ans. En effet, le jeune joueur venait d'effectuer une excellente saison avec l'équipe réserve de l'OGC Nice. C'est un joueur polyvalent, pouvant jouer sur le côté gauche de la défense comme dans l'axe central. La saison 2007 lui offre du temps de jeu, à la suite des blessures de certains joueurs de OGC Nice et au départ à la CAN d'autres coéquipiers. 
Il apparaît pour la première fois en coupe de la ligue en déplacement à Troyes. La semaine suivante il sera titulaire face au Mans pour sa première apparition en Ligue 1, puis jouant ainsi quelques matches. Satisfait de ceux-ci, en mars 2008 le club de l'OGC Nice prolonge son contrat de deux années supplémentaires. En janvier 2009, il est prêté à Rodez en National.
Après un retour convaincant à Nice, il signe en juillet 2011 un contrat de trois ans à l'US Boulogne évoluant alors en Ligue 2. Le club est relégué en National dès sa première saison. À l'issue du championnat 2013 il quitte Boulogne. Il reste un an sans club et s'entraîne avec la réserve de l'OGC Nice.
Il s'engage avec l'ÉFC Fréjus Saint-Raphaël en juin 2014.
En 2017, il signe en National 2 avec Granville.